# 山口県道228号厚狭停車場線
山口県道228号厚狭停車場線（やまぐちけんどう228ごう あさていしゃじょうせん）は一般県道である。

## 概要
JR西日本山陽本線・美祢線・山陽新幹線 厚狭駅北口と山口県道225号船木津布田線（国道2号旧道）に至る。
1930年代に国道2号（現在の県道225号船木津布田線）の改良工事が実施され、厚狭駅から90 m北に路線が変更されることとなった。このため国道2号と厚狭駅を結ぶ厚狭町道駅前線として1933年（昭和8年）10月に建設を決定、1937年（昭和12年）9月に着工し、11月に開通した。全長87 m、幅員10 m、総工費は1万円余であった。

### 路線データ
- 起点：山陽小野田市大字厚狭（JR西日本山陽本線・美祢線・山陽新幹線 厚狭駅北口
- 終点：山陽小野田市大字厚狭（厚狭駅前交差点、山口県道225号船木津布田線交点）

## 歴史
- 1958年（昭和33年）10月1日 - 山口県告示第644号の2により認定される。
- 1972年（昭和47年） - 山口県の県道番号再編により現行の路線番号に変更される。
- 2005年（平成17年）3月22日 - 小野田市と厚狭郡山陽町が対等合併して山陽小野田市が発足したことに伴い起終点の地名表記が変更される（厚狭郡山陽町厚狭→山陽小野田市厚狭）。

## 地理

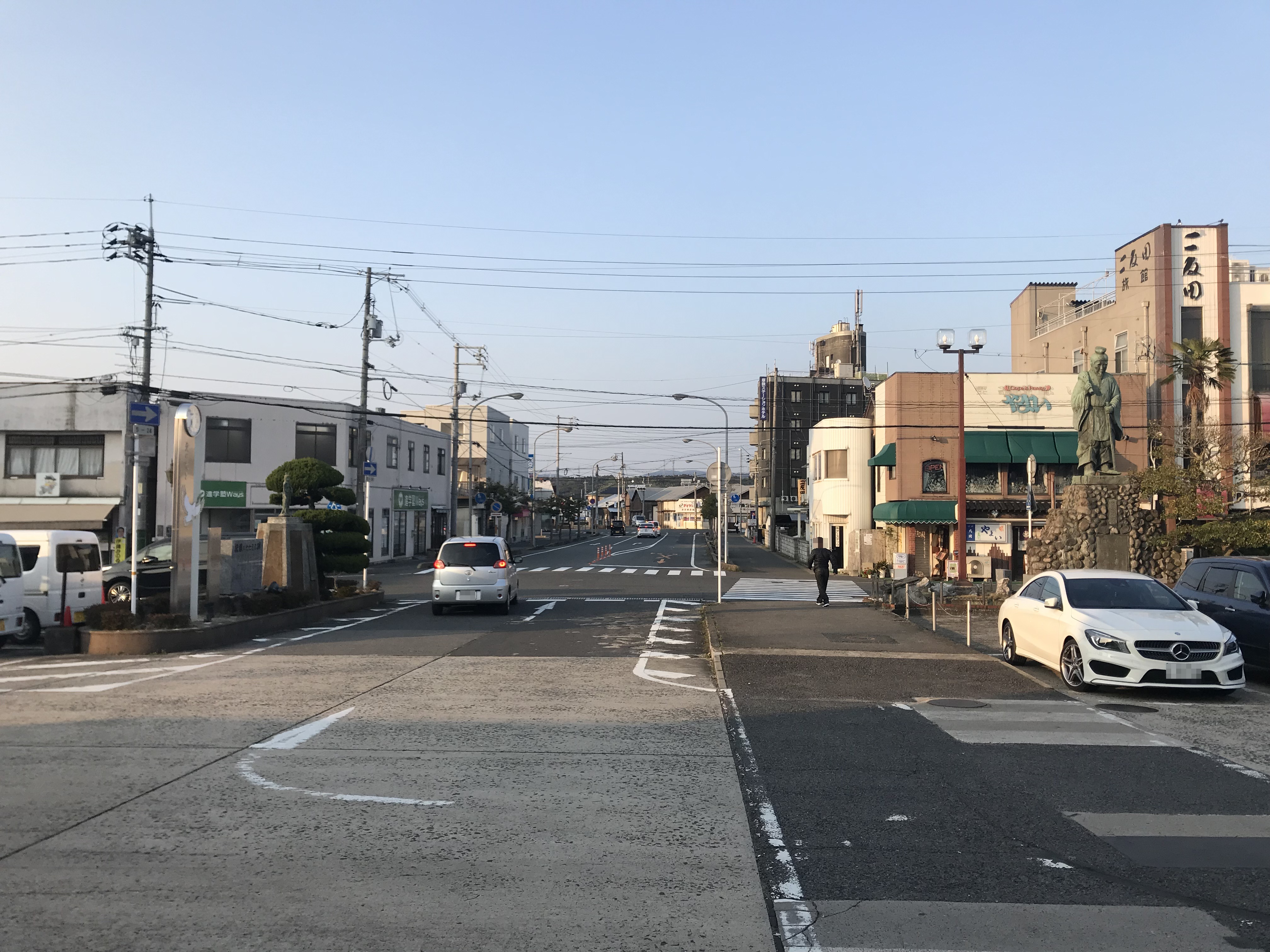
全景（厚狭駅北口から）

### 通過する自治体
- 山口県
  - 山陽小野田市

### 交差する道路
| 交差する道路              | 交差する場所 | 交差する場所          |
| ------------------------- | ------------ | --------------------- |
| 山口県道225号船木津布田線 | 大字厚狭     | 厚狭駅前交差点 / 終点 |

### 沿線
- JR西日本山陽本線・美祢線・山陽新幹線 厚狭駅